# The Continentals
The Continentals sind eine deutsche Rock-’n’-Roll-Band, deren Musik in den Stilrichtungen Rock ’n’ Roll, Rockabilly, Surf, Blues und Country-Rock wurzelt.
Die im Januar 1980 in München gegründete Gruppe zählt zu den deutschen Neo-Rockabilly-Bands und Rock-’n’-Roll-Revival-Bands der frühen 1980er Jahre. The Continentals veröffentlichten bisher elf Alben und treten bis heute national und international live auf.

## Geschichte
The Continentals spielten ihre ersten Auftritte in den Schwabinger Musikclubs ihrer Heimatstadt München. Es folgten Konzerte in Deutschland, Frankreich, Ex-Jugoslawien, Russland, Belgien, Österreich, der Schweiz, Italien, Dänemark und den Niederlanden. Hinzu kamen Studioaufnahmen, Radiomitschnitte und diverse Auftritte im deutschen Fernsehen sowie die Mitwirkung bei Kino- und Fernsehfilmen.
Trotz variierender Einflüsse und zahlreicher Umbesetzungen blieb sich die Band um Sänger und Gründungsmitglied Mike Roth im Stil treu. Die Wurzeln sind sowohl auf den Alben, als auch live zu hören. War man ursprünglich mit den klassischen Kings of Rock ’n’ Roll wie Elvis, Jerry Lee Lewis, Chuck Berry und Carl Perkins befasst, so gesellten sich noch in den frühen 80ern die Stray Cats, Shakin’ Stevens, Robert Gordon sowie britische Neo-Rockabilly-Bands oder Psychobilly-Bands wie Crazy Cavan & The Rhythm Rockers, Matchbox und die Meteors als Impulsgeber hinzu.
Während der Jahre 1989 bis 1991, der Entstehungszeit der Continentals-Alben Pink Cadillac und Oh Baby Doll, entdeckte die Band Country-Rocker wie die Kentucky Headhunters oder Rocker Dave Edmunds für sich. Seit dem Album Heartbeat (1998) ist ein Hauch von Texas Blues, wie er von den Vaughan Brüdern und den Fabulous Thunderbirds gespielt wurde, deutlich spürbar. Im weiteren Verlauf spielten Chris Isaak, Link Wray, The Mavericks, Dwight Yoakam und damit auch die Soundtracks von Quentin-Tarantino-Movies zunehmend eine Rolle in der musikalischen Entwicklung der Continentals. Seit dem Jahr 2005 schöpft das Repertoire der Band aus Songs der 50s, 60s und eigenen Kompositionen – ergänzt durch stilecht arrangierte Covers aus der musikalischen Neuzeit (von Billy Idol über Deep Purple – bis hin zu Depeche-Mode- und U2-Songs).
The Continentals gewannen den ersten Preis beim Buddy Holly Song Contest 1996 in Hamburg sowie den zweiten Platz bei den Country Music Awards (CMA) 2009 in der Kategorie Country-Rock in Pullman City. Die Band tourte mehrfach als Begleitband für die US-Stars Wanda Jackson, Frankie Ford, Buddy Knox, Janis Martin und Vince Everett. The Continentals spielten als Opener für die Spider Murphy Gang, Bill Haleys Comets, Buddy Hollys Crickets, The Rattles und Tony Sheridan.

## Zitat
“Playing with this band is like driving a Cadillac. You get on, turn the key and get a great feeling.”

„Mit dieser Band zu spielen ist wie einen Cadillac fahren. Man steigt ein, dreht den Schlüssel um und bekommt ein großartiges Gefühl.“

## Fernsehauftritte
- WWF Club
- RTL Musikrevue
- Clip Klapp
- Auto Auto
- BR Bayern Studio
- BR Auf geht’s
- Große Freizeit
- Traumhochzeit

## Kino- und Fernsehfilme
- Verdammtes Glück (1997, mit Heinz Hoenig)
- Keiner hat das Pferd geküsst (1980, mit Wolfgang Fierek, Dolly Dollar, Eddi Arent, Bea Fiedler)

## Diskografie
Alben
- For You Baby (1986, Rockhouse Records)
- Pink Cadillac (1989, da Music)
- Vienna On The Rocks – Live At The Star Club (1992, Hydra Records)
- Oh Baby Doll (1991, Rockhouse Records)
- Merry Christmas Baby (1997, Hydra Records)
- Heartbeat (1998, Hydra Records)
- Retrospective 1980–2002 (2002, Madam Records)
- Desperate Tracks (2006, Madam Records)
- Best Rockin’ Christmas Of Them All (2011, Foxrocks)
- My Rose Tattoo (2013, Foxrocks)
- 35 (2017, Foxrocks)

Auskopplungen
- Südrock (1984, Ariola)
- Neo Rockabilly Story Vol. 2 (1987, Rockhouse Records)
- Neo Rockabilly Story Vol. 11 (1990, Rockhouse Records)
- Fetenkult – Rock ’n’ Roll Party 2 (2002, BMG)
- Rock ’n’ Roll X-Mas (2006 – Be Be’s Records)
- Modern & Cover Rock ’n’ Roll (2006, Be Be’s Records)
- Rock ’n’ Pop Meets Rock ’n’ Roll (2007, Be Be’s Records)
- Frankfurt Special – A Tribute To The King (2007, Vampirette)
- Wild Rockin’ And Boppin’ (2007, Vampirette)
- Wild Rockin’ And Boppin’ 2 (2008, Vampirette)